# Villar Perosa
Villar Perosa – miejscowość i gmina we Włoszech, w regionie Piemont, w prowincji Turyn.
Według danych na rok 2004 gminę zamieszkiwały 4173 osoby, 379,4 os./km².